# ハーレイ・クイン (アニメ)
ハーレイ・クイン（Harley Quinn）は、DCコミックスのバットマンに登場する同名ヒーローを主役に描いたアメリカ合衆国のWebアニメで、DCユニバースで2019年11月29日から2020年6月26日まで、HBO Maxで2022年7月28日から2023年2月9日まで、Maxで2023年7月27日から配信されている。日本では2025年2月21日からU-NEXTにて日本語字幕版で配信されている。

## キャラクター
※英語版の出典。
ハーレイ・クイン
声 - ケイリー・クオコ
ジョーカー
声 - アラン・デュイック

## エピソード

### シーズン1
| 話数 | 邦題                       | 原題 | 配信日 | 配信日         | 備考 |
| ---- | -------------------------- | ---- | ------ | -------------- | ---- |
| 1    | 死が2人を分かつまで        |      |        | 2025年 2月21日 |      |
| 2    | 招かれざるハーレイ         |      |        | 2025年 2月21日 |      |
| 3    | 仲間はいかが？             |      |        | 2025年 2月21日 |      |
| 4    | 宿題がほしい！             |      |        | 2025年 2月21日 |      |
| 5    | ハーレイ・クインとは？     |      |        | 2025年 2月21日 |      |
| 6    | 敏腕刑事ゴードン           |      |        | 2025年 2月21日 |      |
| 7    | 越えない一線               |      |        | 2025年 2月21日 |      |
| 8    | LODからの挑戦状            |      |        | 2025年 2月21日 |      |
| 9    | それぞれのオフィス         |      |        | 2025年 2月21日 |      |
| 10   | ベンソンハーストでの出来事 |      |        | 2025年 2月21日 |      |
| 11   | 心の中の出来事             |      |        | 2025年 2月21日 |      |
| 12   | 悪魔の策略                 |      |        | 2025年 2月21日 |      |
| 13   | ファイナルジョーク         |      |        | 2025年 2月21日 |      |